# Guyana en los Juegos Olímpicos de Sídney 2000
Guyana estuvo representada en los Juegos Olímpicos de Sídney 2000 por cuatro deportistas, tres hombres y una mujer, que compitieron en atletismo.
La portadora de la bandera en la ceremonia de apertura fue la atleta Aliann Pompey. El equipo olímpico guyanés no obtuvo ninguna medalla en estos Juegos.